# بخش شفیلد، شهرستان لوراین، اوهایو
بخش شفیلد (به انگلیسی: Sheffield Township) یک منطقهٔ مسکونی در ایالات متحده آمریکا است که در شهرستان لورین، اوهایو واقع شده‌است.
 بخش شفیلد ۶٫۲۶ کیلومتر مربع مساحت و ۳٬۷۲۰ نفر جمعیت دارد و ۲۰۶ متر بالاتر از سطح دریا واقع شده‌است.